# 袋井インターチェンジ
袋井インターチェンジ（ふくろいインターチェンジ）は、静岡県袋井市の東名高速道路上にあるインターチェンジ。
袋井市および森町の最寄りインターチェンジのひとつ。バス停留所（袋井バスストップ）を併設している。

## 道路
- E1 東名高速道路(15番)

## 接続する道路

### 直接接続
- 静岡県道61号浜北袋井線（国道1号袋井バイパス 堀越ICに接続）

### 間接接続
- （県道61号から）静岡県道253号掛川袋井線
- （県道61号から）静岡県道413号磐田袋井線
- （国道1号から）静岡県道58号袋井春野線
- （県道413号から）静岡県道41号袋井大須賀線

## 歴史
- 1969年2月1日 : 静岡IC - 岡崎IC開通に伴い開設。

## 料金所
- ブース数 : 8

### 入口

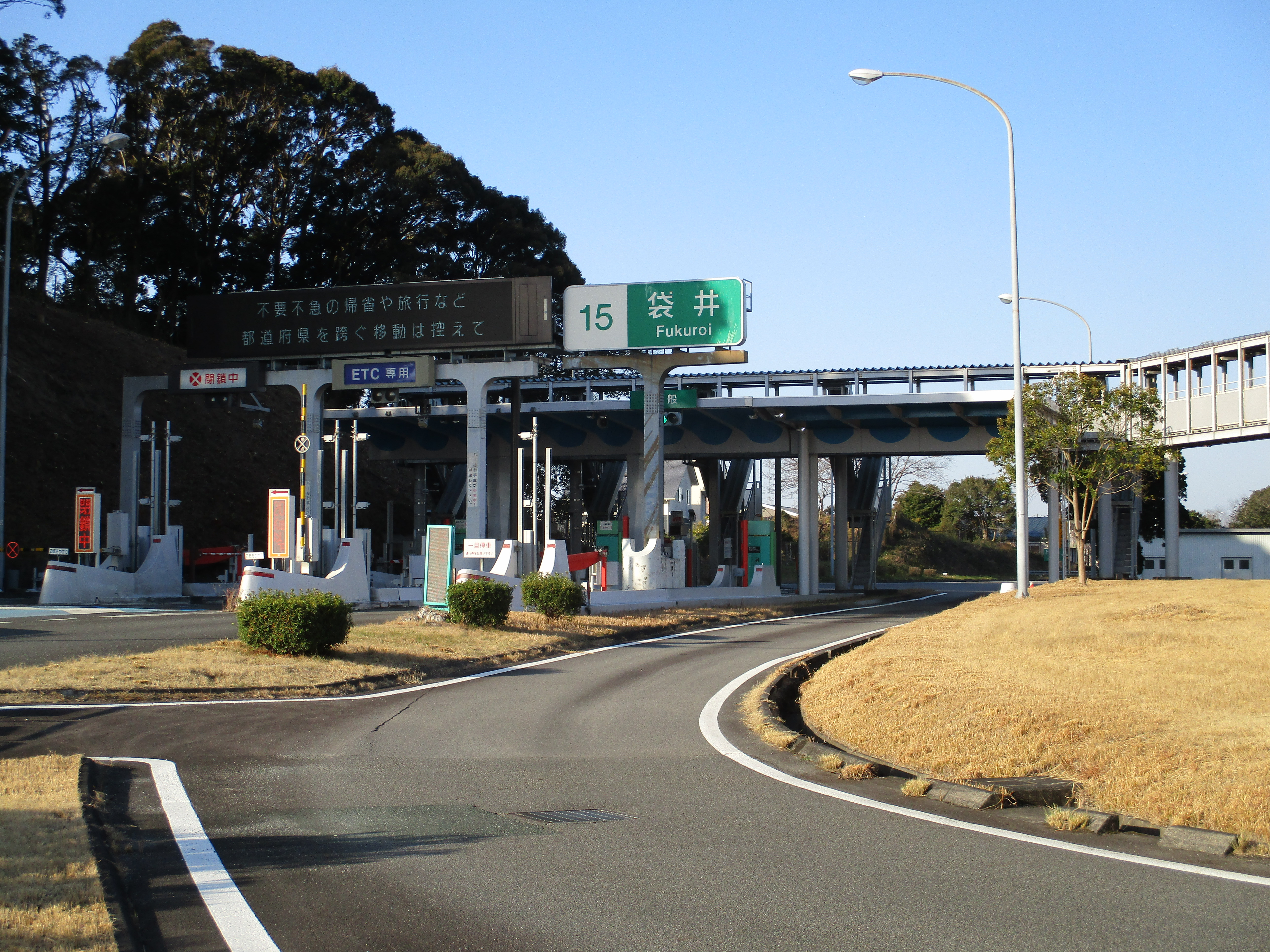
入口（2021年2月）

- ブース数 : 3
  - ETC専用 : 1
  - ETC/一般 : 1
  - 一般 : 1

### 出口

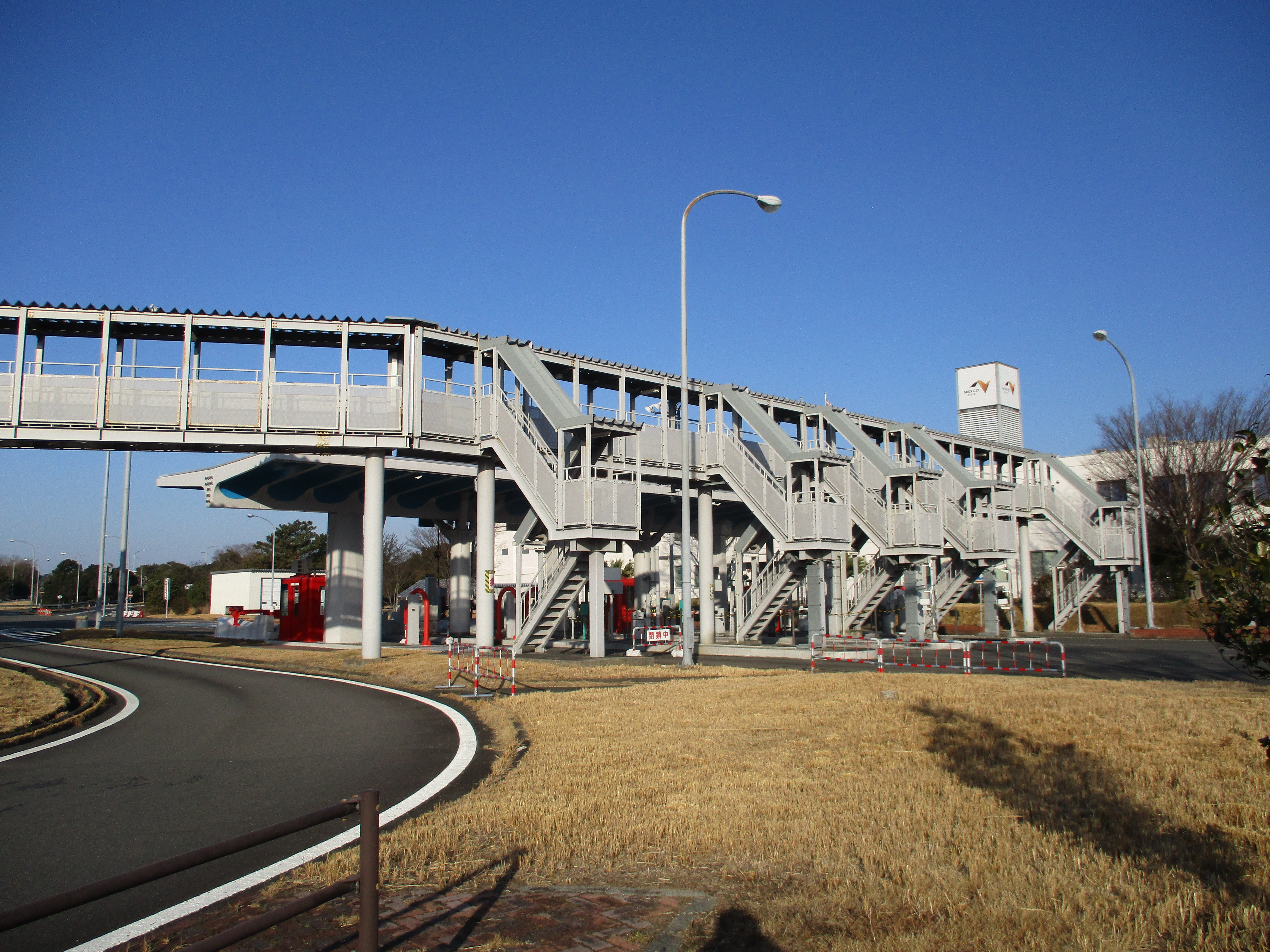
出口（2021年2月）

- ブース数 : 5
  - ETC専用 : 2
  - 一般 : 2
  - 休止中: 1

## 周辺
- 袋井駅
- ヤマハテストコース
- 可睡斎
- 可睡ゆりの園
- 小國神社
- 静岡スタジアム・エコパ

## 隣
E1 東名高速道路
(14-1)掛川IC - 小笠PA - (15)袋井IC - (15-1)磐田IC

## 備考
以前の本線出口標識の表記は、上り線は掛川IC開通までは「袋井 掛川」、下り線は磐田IC開通までは「袋井 磐田」であった。
1998年の道路法改正によってインターチェンジの敷地に、食事・購買施設その他これらに類する施設（通称「利便増進施設」）の事業者を公募して、占用料を徴収した上で占用を許可できるようになった。その第一号として同年12月、料金所施設敷地にコンビニエンスストア（ミニストップ）が開設された。なお2009年に閉店し、現在は更地。